# Hydrogène orange
Pour un article plus général, voir Production d'hydrogène : Classement par couleurs.
On qualifie d'hydrogène orange le dihydrogène produit en faisant réagir de l'eau avec les roches du sous-sol contenant du fer à l'état ferreux, suivant la réaction générique :
H2O + 2 FeO → H2 + Fe2O3.
L'adjectif « orange » fait référence à la couleur de la rouille (dont Fe2O3 est un constituant majeur).
L'oxyde ferreux FeO ne se présente que rarement sous la forme d'un minéral séparé mais il abonde, associé à d'autres oxydes, comme composant de minéraux majeurs des roches magmatiques et métamorphiques. La production d'hydrogène orange résulte donc en fait de réactions variées, ayant comme produits le dihydrogène et de nouveaux minéraux (dont l'hématite).
En 2022, une étude de faisabilité de la production de dihydrogène par injection d'eau dans le substratum montre qu'elle pourrait être couplée à une séquestration du dioxyde de carbone (sous la forme de carbonates solides) dans les mêmes structures rocheuses, en ayant préalablement dissous du dioxyde de carbone dans l'eau injectée. La température de cette eau devra faire l'objet d'un compromis, la température optimale se situant entre 250 et 280 °C pour la production de dihydrogène mais vers 185 °C pour la formation de carbonates,.